# 本羅莽 (阿肯色州)
本洛蒙德（英語：Ben Lomond）是一個位於美國阿肯色州塞維爾縣的城鎮。

## 地理
本洛蒙德的座標為33°50′06″N 94°07′18″W / 33.83500°N 94.12167°W，而該地的平均海拔高度為141米（即463英尺）。

## 人口
根據2020年美國人口普查的數據，本洛蒙德的面積為10.15平方千米，皆為陸地。當地共有人口140人，而人口密度為每平方千米13人。